# Jean-Claude Garoute
Jean-Claude "Tiga" Garoute, nacido el 9 de diciembre de 1935 en Jérémie y fallecido el 14 de diciembre de 2006 en Miami, fue un escultor y pintor de Haití. 